# Ende Gelände 2018

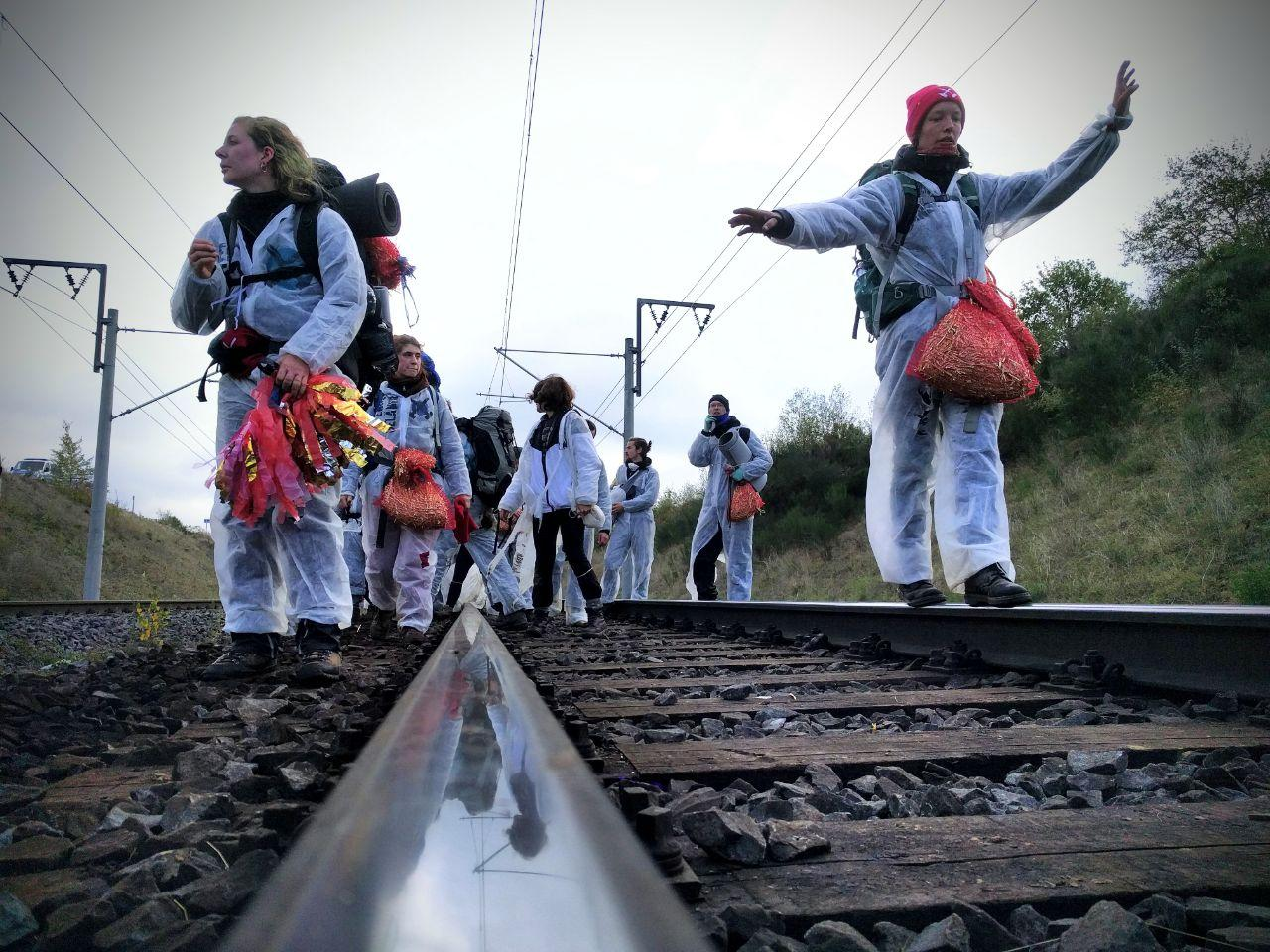
Ende Gelände 2018, Blockade der Hambachbahn

Ende Gelände 2018 waren Großaktionen der Bewegung „Ende Gelände“, die sich u. a. für Klimagerechtigkeit im Rheinischen Braunkohlerevier einsetzt. Die Aktionen des zivilen Ungehorsams war die vierte Veranstaltung dieser Art nach 2015, 2016 und 2017. Alle richteten sich gegen die Kohleverstromung und forderten unter Berufung auf Klimagerechtigkeit und Klimaschutz den „sofortigen Kohleausstieg“.
Die Aktionszeiträume waren einerseits der 6. Oktober 2018 als Protest für den Erhalt des Hambacher Forstes mit kleineren Aktionen im zu diesem Zeitpunkt umkämpften Wald neben der Tagebaugrube, der Schwerpunkt der Aktivitäten lag im Zeitraum vom 25. bis zum 29. Oktober 2018.
Am 27. Oktober 2018 wurden ein Kohlebagger nahe der Ortschaft Bürgewald sowie die Gleise der Hambachbahn von mehreren tausend Aktivisten für 22 Stunden blockiert, um die Kohlezufuhr in die Kraftwerke symbolisch zu unterbinden. Mindestens 5.000 Menschen beteiligten sich an diesen Protesten. Die Staatsanwaltschaft Aachen ermittelt bei rund 400 Demonstrationsteilnehmern, die in den Tagebau Inden eindringen wollten, wegen Landfriedensbruchs.
Eine Fortsetzung der Proteste gab es 2019.

## Weblinks

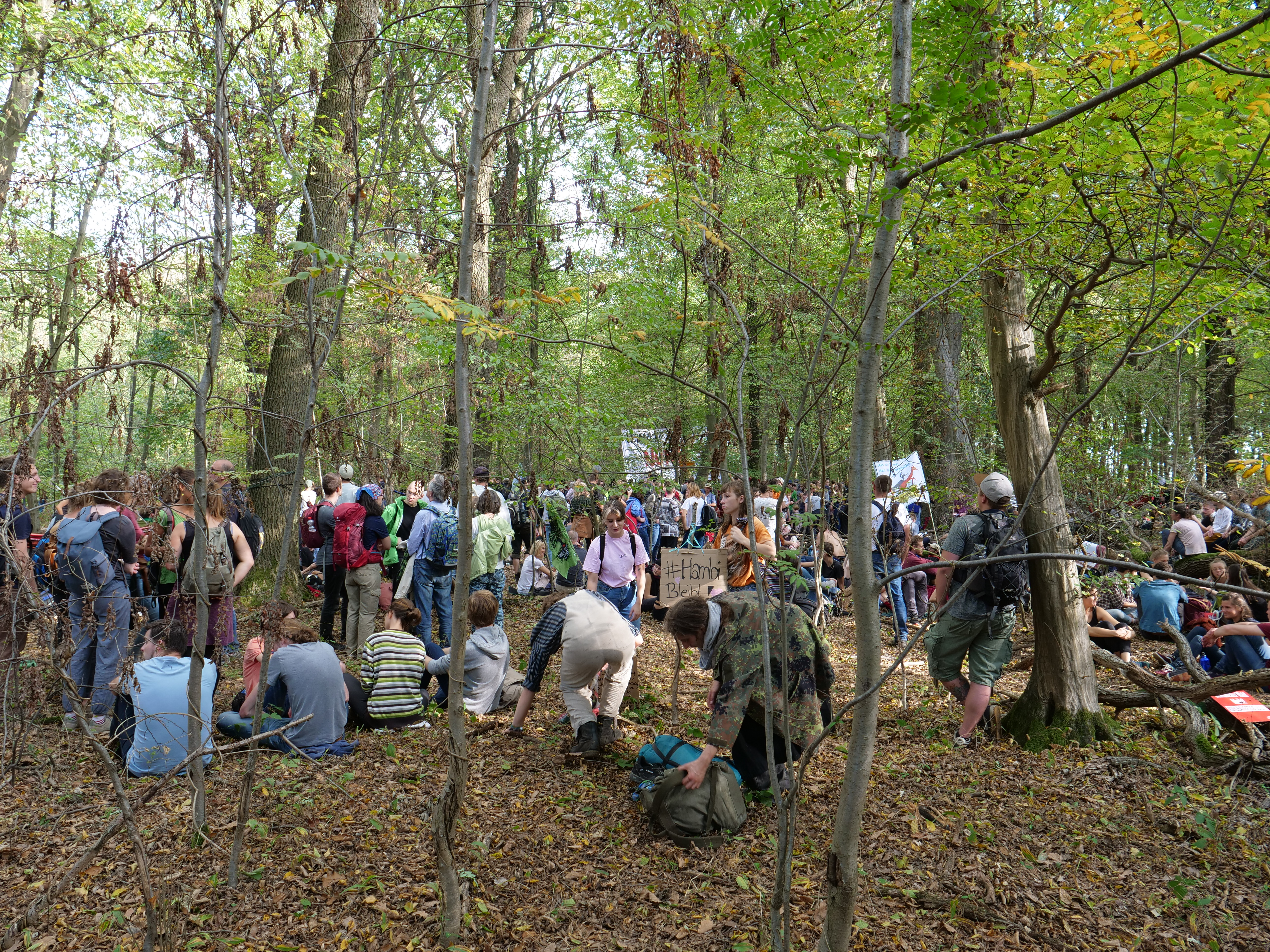
Aktivist*innen im Wald mit #Hambi Bleibt!-Poster